# Pravidlo svatého Pachomia
Pravidlo svatého Pachomia je modlitební pravidlo pro Ježíšovu modlitbu, které dostal svatý Pachomios Veliký od anděla.
Na začátku tohoto pravidla je obvyklý začátek, následuje 50. žalm a Nicejsko-konstantinopolské vyznání. Potom následuje sto opakování Ježíšovy modlitby. Na konci je modlitba Důstojné je... a propuštění. Toto představuje jednu modlitbu.
Anděl přikázal Pachomiovi vykonat 12 takových modliteb přes den a 12 v noci.